# Маджоре (фонтан)
Маджоре (итал. Fontana Maggiore, то есть «большой, великий») — фонтан, расположенный на площади Пьяцца-Гранде (итал. Piazza Grande), между кафедральным собором Сан-Лоренцо и Дворцом приоров в итальянском городе Перуджа. Последняя работа Никколо Пизано, выполненная совместно с сыном Джованни Пизано и Арнольфо ди Камбио между 1275—1278 годами по заказу коммуны. Эскиз будущего фонтана был выполнен монахом-бенедиктианцем Фра Бевиньяте.
Состоит из двух расположенных друг над другом полигональных чаш. В верхней 12 граней, в нижней — 25. Грани и ребра верхней чаши украшены 24 скульптурами. На гранях нижней — 50 барельефов. Чаши выполнены из белого и розового мрамора, добытого из горы Субазио близ итальянского городка Ассизи. Над ними возвышается третья чаша, отлитая из бронзы. Фонтан обнесен металлической решеткой.
Вода для фонтана доставляется в город через систему акведуков из пресного источника на горе Паччиано, расположенного в нескольких километрах от Перуджи.
Сульптуры изображают не только существующих, но и вымышленных животных, а также — знаки Зодиака, святых, библейских героев, персонажей мифов, скульптуры символизирующие город Перуджа и город Тьюзи, и даже тогдашнего мэра Перуджи и главы городского совета. Скульпторам посвящены стихи на латинском на одной из чаш.
Фонтан сильно пострадал во время землетрясения в 1348 году. Дважды реставрировался: в 1948—1949 гг. и в 1995—1999 гг. Оригинальные скульптуры, выполненные Арнольфо ди Камбио, сохранились в городском музее во фрагментах.
В прошлом существовал закон, запрещающий поить животных и брать воду из фонтана в бочонки из-под вина или в немытую посуду, а также мыть в нём руки.